# Agtak

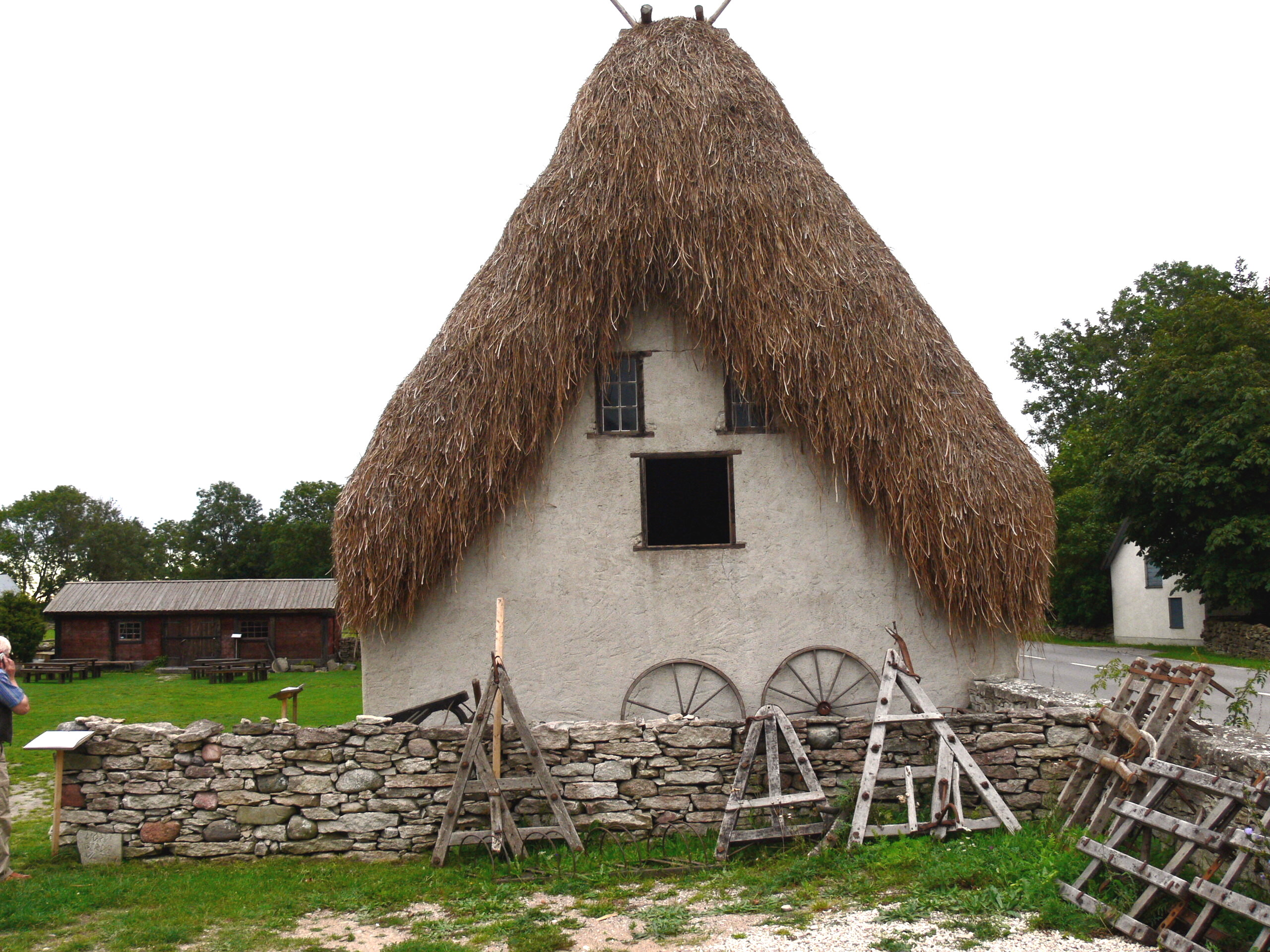
Agtak på Bottarvegården

Agtak är en gotländsk typ av tak. Taket består av tätt packad ag, en vassliknande växt som läggs i ett tjockt lager med början vid takfoten så att regn och smältvatten rinner av taket utan att tränga igenom.